# Панферов, Павел Феоктистович
Павел Феоктистович Панферов (1869 год, д. Божаниново Малоярославецкого уезда Калужской губернии — 28 апреля 1928 года, Москва) — советский рабочий, революционер и государственный деятель, Герой Труда (1928). 

## Биография
Родился в 1869 году в деревне Божаниново Малоярославецкого уезда Калужской губернии. Трудился на заводе «Борец» (до 1922 года Бутырский машиностроительный завод). В 1905 году вступил в РСДРП(б). Участвовал в Декабрьском вооруженном восстании в Москве 1905 года. 24 апреля 1928 года награждён почётным званием «Герой Труда». Избирался членом ВЦИК XVI созыва и депутатом Моссовета. Умер 28 октября 1935 года в Москве.